# Sección Primera Santiago Tetla
Sección Primera Santiago Tetla är en kommunhuvudort i Mexiko.   Den ligger i kommunen Tetla de la Solidaridad och delstaten Tlaxcala, i den sydöstra delen av landet, 110 km öster om huvudstaden Mexico City. Sección Primera Santiago Tetla ligger 2 442 meter över havet och antalet invånare är 12 465.
Terrängen runt Sección Primera Santiago Tetla är lite kuperad. Runt Sección Primera Santiago Tetla är det mycket tätbefolkat, med 1 018 invånare per kvadratkilometer. Närmaste större samhälle är Apizaco, 4,7 km sydväst om Sección Primera Santiago Tetla. Trakten runt Sección Primera Santiago Tetla består till största delen av jordbruksmark.